# نلگسه
نلگسه (به لاتین: Nelgese) یک رود در روسیه است که در یاقوتستان واقع شده‌است.